# Csóka Tibor
Csóka Tibor (Selymesilosva, 1952. november 22.–) közgazdász, romániai magyar politikus, 2004-től a Szilágy Megyei Tanács alelnöke.

## Pályafutása
1971-ben érettségizett a szilágysomlyói  közgazdasági líceumban. 1975-ben államvizsgázott a kolozsvári BBTE Közgazdasági Karán.
1992-ig a Zilahi Csapszerelvénygyárban közgazdászként, majd irodavezetői, osztályvezetői, gazdasági igazgatói tisztségben dolgozott. 1996-ig magáncégeknek dolgozott, majd saját könyvviteli és gazdasági tanácsadói céget indított.
1993-96, illetve 1997-2000 között Zilah városi tanácsának tagja volt.
Háromszor töltött be alprefektusi tisztséget: 1997-ben (6 hónapra), 2000-ben (újból 6 hónapra) majd 2000-2004 között. 2004-től a Szilágy Megyei Tanács alelnöke volt. 2008-ban az RDMSZ megyei tanácselnök-jelöltje volt, de nem nyerte el a tisztséget. 2012-ben ismét a megyei tanács alelnöke lett. 2012-ben az RMDSZ szenátorjelöltje volt az országgyűlési választásokon. A megyei tanács alelnöki tisztségét 2016 augusztusig töltötte be. Ezt követően a zilahi polgármester gazdasági és pénzügyi tanácsadójaként dolgozott 2019. végéig